# Chỉnh sửa ARN

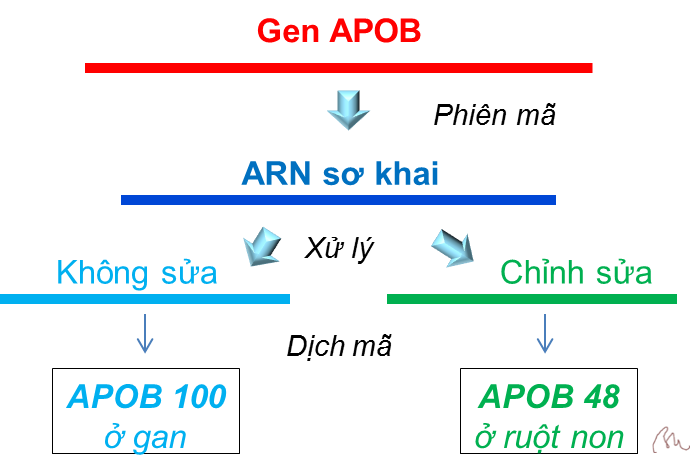
Cùng từ một mRNA sơ khai tạo từ gen APOB, nhưng ở các mô khác nhau sẽ được chỉnh sửa lại thành các RNA khác nhau: RNA B48 ở ruột non và B100 ở gan.

Chỉnh sửa RNA (RNA editing) hay sửa đổi RNA là quá trình biến đổi phân tử RNA sơ khai thành một RNA trưởng thành chuyên hoá, có thay đổi so với bản gốc để phù hợp với những loại mô sống nhất định. Đây là thuật ngữ trong lĩnh vực sinh học phân tử dùng để chỉ sự lập trình lại RNA nguyên bản. Cũng có tác giả xếp quá trình này vào nhóm Post-transcriptional modification (biến đổi sau phiên mã), vì nó chỉ xảy ra khi RNA đã được tổng hợp (phiên mã) xong, tuy nhiên dễ nhầm với xử lý RNA và cắt nối RNA.
Nhờ quá trình chỉnh sửa này, mà từ một gen duy nhất, có thể tạo ra nhiều RNA khác nhau, từ đó dịch mã thành nhiều prôtêin biến thể khác nhau phù hợp với nhu cầu hoạt động khác nhau ở những mô chuyên hoá khác nhau.
Quá trình này được phát hiện đầu tiên nhờ R. Benne và cộng sự trong nghiên cứu mRNA ty thể của Trypanosoma. Sau đó, việc chỉnh sửa RNA đã được quan sát thấy trong quá trình thay đổi sau phiên mã ở cả tRNA và rRNA.

## Khái niệm
- Chỉnh sửa RNA không phải là quá trình xử lý RNA để tạo ra RNA trưởng thành không intron. Đây là một quá trình diễn ra ở cấp độ phân tử, trong đó chuỗi nuclêôtit của RNA sơ khai có thể bị chèn, xóa hoặc thay thế một số bp nhất định, tuỳ theo nhu cầu của tế bào. Các quá trình cắt bỏ intron và nối exon, đội "mũ" CAP cho RNA, tạo đuôi pôlyA cho nó (polyadenylation) không được coi là chỉnh sửa RNA.
- Ví dụ: Cùng có khuôn mẫu là gen cấu trúc APOB (mã hoá apôlipô-prôtêin B), nhưng mRNA sơ khai được tạo ra nếu có hoạt động chức năng ở ruột non thì được chỉnh sửa thành bản khuôn để dịch mã ra apôlipô-prôtêin B48, so với "bản gốc" của nó hoạt động chức năng ở gan thì lại dịch mã thành apôlipô-prôtêin B100.[6]

Chỉnh sửa RNA đã được phát hiện không chỉ ở mRNA mà còn ở nhiều loại khác  (tRNA, rRNA và miRNA) trong tế bào của cả sinh vật nhân thực, vi khuẩn cổ và virut. Chỉnh sửa mRNA dẫn đến thay đổi ít nhiều thành phần, trình tự hoặc số lượng amino acid của prôtêin được mã hóa sẵn trong bộ gen. Chỉnh sửa RNA cũng là một con đường mới cho liệu pháp gen áp dụng ở con người.

## Nội dung

### Cách chỉnh sửa

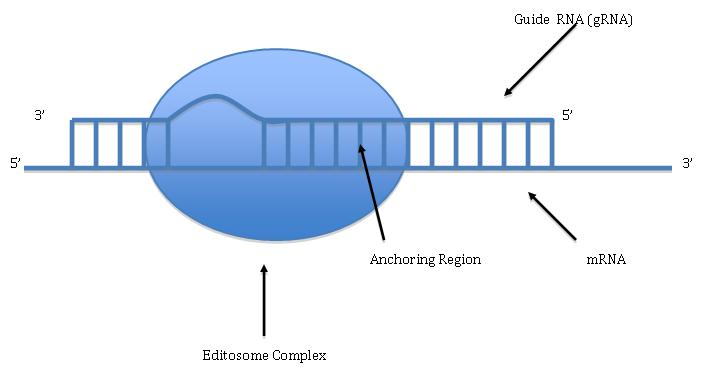
Mô tả phức hợp chỉnh sửa (editosome).

- Quá trình chỉnh sửa này đã được quan sát ở sự tạo thành những phân tử tRNA, rRNA hoặc miRNA và nhất là ở mRNA của sinh vật nhân thực và virut, vi khuẩn.[8] Chỉnh sửa xảy ra ở cả trong nhân tế bào cũng như ở tế bào chất, kể cả ở ty thể và lục lạp. Ở động vật có xương sống, việc chỉnh sửa rất hiếm gặp và thường bao gồm một số lượng nhỏ các thay đổi đối với chuỗi các phân tử bị ảnh hưởng. Trong các nhóm sinh vật khác, chỉnh sửa gặp nhiều hơn.
- Quá trình chỉnh sửa cần có một phức hợp phân tử gọi là thể chỉnh sửa (editosome). Để chỉnh sửa một mRNA, thì thể chỉnh sửa này cần bám vào một miền có đoạn cần chỉnh sửa, gọi là vùng neo (anchoring region) của mA RN đó đã liên kết với một đoạn RNA trợ giúp (gRNA). Trong quá trình chỉnh sửa thường gặp các sửa đổi thay thế cytidine (C) thành uridine (U) và adenosine (A) thành inosine (I); hoặc chèn thêm nucleotide không có trong nguyên mẫu. Chỉnh sửa mRNA làm thay đổi trình tự amino acid của protein được mã hóa ban đầu của trình tự gen mẫu, từ đó tạo ra sự đa dạng phân tử.[2]

### Kiểu chỉnh sửa
Các kiểu chỉnh sửa thường gặp được tóm tắt ở bảng sau.
Chú thích: mt = mitochondrial DNA (DNA ty thể); cp = Chloroplast DNA (DNA lục lạp); n = nuclear DNA (DNA ở nhân).
| Kiểu                                                       | Cơ thể (loại gen)                                    | Loại RNA (ở loại gen)                  | Thành phần cis-acting                      | Yếu tố trans-acting                                                           | Cơ chế                              |
| Chèn hoặc xoá                                              |                                                      |                                        |                                            |                                                                               |                                     |
| Chèn hoặc xoá U                                            | Kinetoplastids (mt)                                  | mRNAs                                  | Chuỗi neo (Anchoring sequence)             | gRNAs, TUTase, RNA ligase, endonuclease, U exonuclease và một số yếu tố khác. | Cắt TUTase hay U exonuclease và nối |
| Chèn C hoặc U, UA, AA, CU, GU, GC                          | Physarum polycephalum (mt)                           | mRNAs, tRNAs, rRNA                     | ?                                          | ?                                                                             | Xảy ra ở phiên mã                   |
| Chèn G                                                     | Paramyxoviruses (v)                                  | P mRNA                                 | Chuỗi trơn (Slippery sequence)             | Viral polymerase                                                              | Phiên mã giả                        |
| Chèn A                                                     | Ebola viruses (v)                                    | GP mRNA                                | Chuỗi trơn (Slippery sequence)             | Viral polymerase                                                              | Phiên mã giả                        |
| Thêm A vào đầu 3′                                          | Vertebrates (mt)                                     | mRNAs                                  | Cấu trúc bên tRNA                          | Endonuclease, TATase                                                          | Cắt tách TATase                     |
| 3′-terminal A additiond                                    | Metazoan animals (mt)                                | tRNAs                                  | ?                                          | Endonuclease, TATase?                                                         | Cắt tách TATase                     |
| Thay C bằng A, thay A bằng G, thay U bằng G, thay U bằng A | Acanthamoeba castellanii, chytridiomycete fungi (mt) | tRNAs                                  | ?                                          | Endo- or exonuclease, nucleotidyltransferase?                                 | Thay thế đầu 3′                     |
| Thay C bằng U                                              | Cây trên cạn                                         | mRNAs (mt, cp), tRNAs (mt), rRNAs (mt) | Chuỗi bên (Flanking sequence)              | ?                                                                             | Khử C (tức xitozin)                 |
|                                                            | Thú (n)                                              | mRNAs, apoB (Gln→stop), NF1 (Arg→stop) | Chuỗi neo và thành phần giàu AU            | C deaminase (APOBEC-1) và một số khác                                         | Khử C                               |
|                                                            | Physarum polycephalum (mt)                           | cox1 mRNA                              | ?                                          | ?                                                                             | ?                                   |
|                                                            | Marsupials (mt)                                      | tRNA (Gly→Asp anticodon)               | ?                                          | ?                                                                             | ?                                   |
| Thay U bằng C                                              | Cây trên cạn (mt, cp)                                | mRNAs                                  | Chuỗi bên (Flanking sequence)              | ?                                                                             | Khử U                               |
|                                                            | Thú (n)                                              | WT1 mRNA (Leu→Pro)                     | ?                                          | ?                                                                             | ?                                   |
| Thay A bẳng I                                              | Thú (n)                                              | mRNAs, GluR-B, -C, -D, -5, -6, 5-HT2CR | cấu trúc RNA hai mạch (doublestranded RNA) | RNA hai mạch A deaminases (ADAR1 và 2)                                        | Khử A                               |
|                                                            | Human hepatitis delta                                | Antigenome (stop→Trp)                  | cấu trúc RNA hai mạch (dsRNA)              | ADAR1                                                                         | Khử A                               |
|                                                            | Drosophila melanogaster (n)                          | 4f-rnp mRNA                            | ?                                          | ?                                                                             | ?                                   |
| Thay G bằng Ac                                             | Chuột (n)                                            | GPT mRNA (Cys→Tyr)                     | ?                                          | ?                                                                             | ?                                   |
| U thành A                                                  | Người (n)                                            | α-Galactosidase mRNA (Phe→Tyr)         | ?                                          | ?                                                                             |                                     |